# دينا أفرينا
دينا أفرينا (مواليد 13 أغسطس 1998) هي لاعبة جمباز إيقاعي روسية، فازت بالميدالية الفضية في أولمبياد 2020.